# Алекс Денсон
Алекс Денсон  (англ. Alex Danson, 21 травня 1985) — британська хокеїстка на траві, олімпійська медалістка.

## Виступи на Олімпіадах
| Олімпіада           | Дисципліна     | Місце  |
| ------------------- | -------------- | ------ |
| Пекін 2008          | хокей на траві | 6      |
| Лондон 2012         | хокей на траві | Бронза |
| Ріо-де-Жанейро 2016 | хокей на траві | Золото |